# Frances Upton
Pour les articles homonymes, voir Upton.
Frances Upton (15 avril 1904 - 27 novembre 1975) est une actrice américaine et comédienne de Broadway.

## Famille
Son père, Frank, est un détective de New York qui a appréhendé les complices de Charles Becker dans le meurtre de Herman Rosenthal en 1912. Son grand-père paternel, William C. Upton, était membre du mouvement Fénien irlandais de la fin du XIXe siècle et qui a écrit un roman, Uncle Pat's Cabin (1882), sur la vie en Irlande sous la domination anglaise.

## Biographie
Frances Upton fréquente une école de commerce après avoir terminé ses études secondaires et travaille dans le département de musique d'un magasin. Elle prend également des cours de danse, ce qui l'aide à obtenir un rôle dans un spectacle de bienfaisance. Le réalisateur Julian Mitchell (en) la voit jouer et lui offre la possibilité d'aller à Broadway.

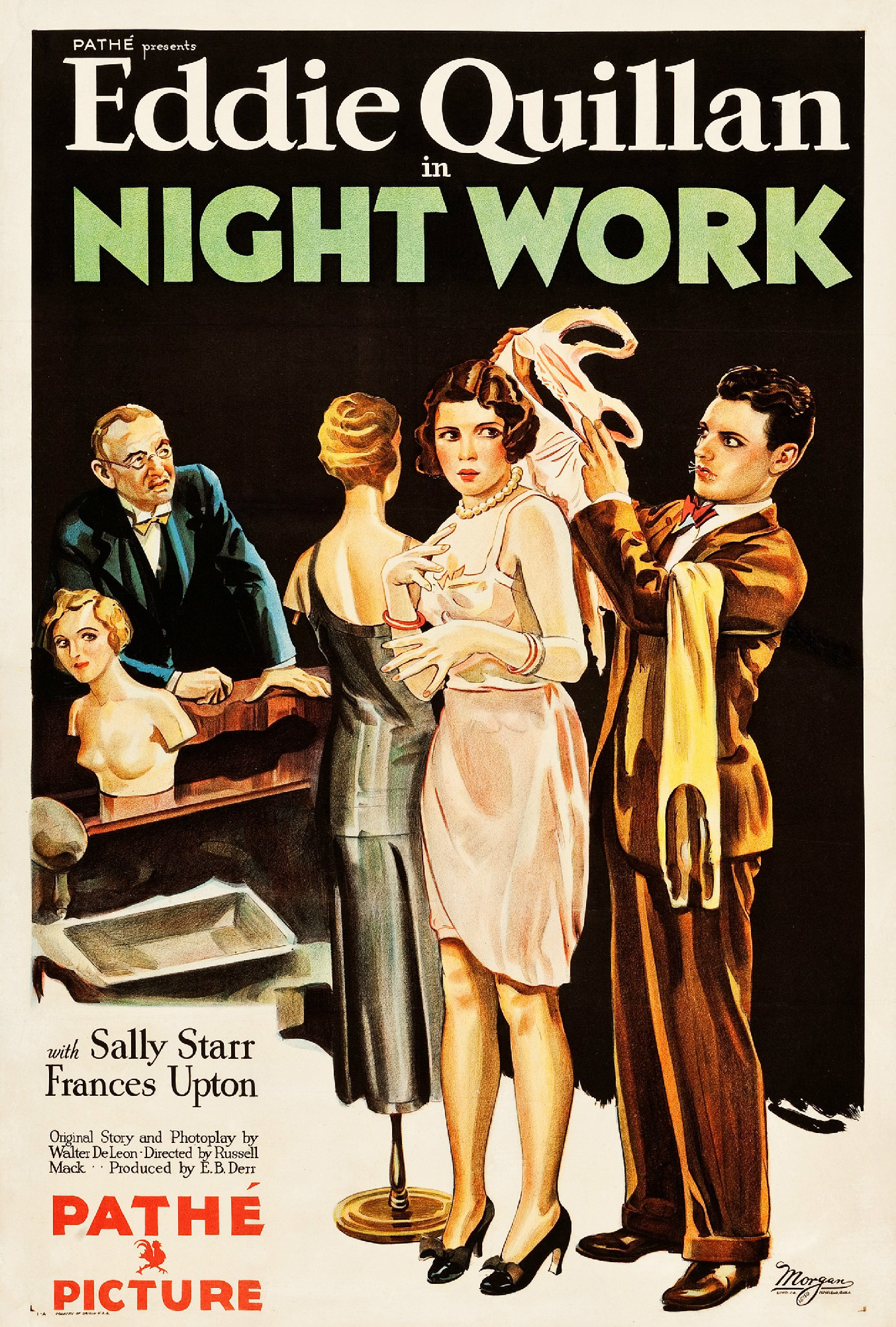
Affiche pour Night Work

Elle apparait à Broadway dans Pins and Needles en 1922, Little Jessie James en 1923, My Girl en 1924,, Twinkle, Twinkle en 1926, Lady Do et Talk About Girls, en 1927, et dans les Ziegfeld Follies de 1927. Frances Upton joue le rôle de Sally Morgan dans Whoopee! (en) avec Eddie Cantor en 1928,. Elle joue dans Hold Your Horses en 1933. Elle se produit également dans le vaudeville.
En 1929, Frances Upton se produit dans une émission de radio à ondes courtes spécialement diffusée à l'occasion de l'expédition de Richard Byrd au pôle Sud. Elle joue le rôle de Aggie dans le premier film sonore Night Work (en) en 1930. En 1931, elle joue dans l'une des premières émissions de télévision expérimentales à New York, apparaissant avec Gertrude Lawrence, Lionel Atwill et le boxeur Primo Carnera.
Frances Upton se retire de la scène en 1933 lorsqu'elle se marie.

## Vie privée
Lorsque Frances Upton rencontre son futur mari, Bert Bell, propriétaire des Eagles de Philadelphie, lors d'un cocktail à Manhattan, elle est déjà une actrice à succès et est fiancée au fils du financier de Wall Street, Bernard Baruch. Elle épouse secrètement Bert Bell, à Chicago le 4 janvier 1934,,. Plus tard, Ils célèbrent un mariage à l'église catholique St. Madeleine Sophie à Mount Airy (en),. Ils ont eu trois enfants, deux fils Bert Jr. et Upton Bell (en) et une fille Jane.
Après une maladie de deux semaines provoquée par une maladie cardiaque, Frances Upton Bell meurt à l'hôpital Lankenau Medical Center (en), près de Philadelphie, le 27 novembre 1975, à l'âge de 71 ans. Les porteurs lors de sa messe funéraire à l'église St. Margaret sont Tom Brookshier, Joe Donoghue, Mac Friedman, Lou Grasmick (en), George Halas, Wellington Mara (en), Ed Pollack, Arthur Rooney, Carroll Rosenbloom (en), Pete Rozelle et John Steadman (en).